# Uncas
För den svenske indianexperten, se Erik Englund (indianexpert).
Uncas, som levde cirka 1598–1683, var en underhövding i pequotstammen som bröt sig ur med en liten missnöjd skara krigare. Den nya stammen återtog pequoternas gamla stamnamn mohegan. Man tror att Sassacus var fader till Uncas. Miantonomoh, narragansetthövdingen blev infångad och dödad av Uncas personligen. Trots att han i de flesta böcker beskrivs som en hjälte var han mycket brutal och det förekom tortyr i hans läger. Uncas blev dödad av en narragansett.

## Uncas i media

### Böcker
- Den siste mohikanen av James Fenimore Cooper.

### Film
- Den siste mohikanen (film), filmatisering av boken.